# Kraftwerk Ensdorf
Das Kraftwerk Ensdorf war ein deutsches Kohlekraftwerk bei Ensdorf im Saarland. Es hatte eine installierte Leistung von 430 MW und wurde mit Steinkohle betrieben.
Das Kraftwerk hatte bei seiner Stilllegung zwei Blöcke, die jährlich ca. zwei Mrd. kWh Strom produzierten. Der Kamin von Block 1 war 150 m, der von Block 3 180 m hoch; der Kamin von Block 2 wurde zurückgebaut.

## Geschichte
Das erste Kraftwerk am Standort Ensdorf wurde 1961 von der VSE AG mit zwei Blöcken mit einer elektrischen Leistung von je 120 MW errichtet; Block 3 folgte 1972.
Die Blöcke 1 und 3 verfügten über eine Schmelzkammerfeuerung und wurden überwiegend aus dem benachbarten Bergwerk Ensdorf mit Ballastkohle beliefert. Weiterhin bestand eine Genehmigung zur Verbrennung von Tiermehl, Klärschlämmen und anderen Ersatzbrennstoffen. Das Bergwerk Saar als früherer Hauptlieferant wurde am 30. Juni 2012 als letztes saarländisches Bergwerk stillgelegt. Die Altkraftwerke wurden danach mit Importkohle betrieben.
Block 1 mit einer Leistung von 120 MW gehörte der VSE AG, Saarbrücken, an der wiederum RWE eine Mehrheitsbeteiligung gehörte. Block 3 (Leistung: 310 MW) gehörte bis 2011 der RWE und wurde in deren Auftrag durch VSE betrieben. 2011 übernahm VSE zusammen mit der Saarstahl AG diesen Block. Somit erzeugte Saarstahl Teile seines für die Stahlproduktion und -verarbeitung benötigten Stroms selbst.
Block 2 wurde schon Mitte der 1990er Jahre stillgelegt. Am 14. Juni 2017 gab die VSE AG bekannt, das Kraftwerk zum 31. Dezember 2017 stillzulegen.  Die Gesellschaften Saarstahl AG (SAG) und Saarschmiede GmbH Freiformschmiede (SSF) hatten zuvor entschieden, die Pacht- und Betriebsführungsverträge für Block 3 des Kraftwerkes Ensdorf zum 31. Dezember 2017 zu kündigen und somit nur noch bis Ende 2017 selbst Strom im Kraftwerk Ensdorf zu erzeugen. Mitte Dezember 2017 wurde das Kraftwerk endgültig stillgelegt.
Seit 2018 plant VSE eine Nutzung der durch die Stilllegung freigewordenen Fläche als Industriepark unter der Bezeichnung „Energie- und Ressourcen-Zentrum Ensdorf (ERZ)“. Im Jahr 2023 planten die Hersteller Wolfspeed und ZF Friedrichshafen die Errichtung eines Halbleiterwerkes auf dem Standort, welches elektronische Bauelemente aus dem Werkstoff Siliciumcarbid fertigen soll.
Das Kraftwerk wurde am 4. Mai 2025 gesprengt.

## Rückbau
Nach dem Beschluss zur Stilllegung erfolgten umfangreiche Voruntersuchungen zum Rückbau der Kraftwerksgebäude. Insbesondere mussten mögliche Schadstoffe sowie die Boden- und Wasserverhältnisse in die Planungen einbezogen werden. Das saarländische Landesamt für Umwelt- und Arbeitsschutz legte die entsprechenden Rahmenbedingungen fest. Am 1. Februar 2023 konnte der operative Rückbau beginnen. Zunächst wurden die Abrissarbeiten mit konventionellen Verfahren durchgeführt, z. B. mit dem Einsatz von Kränen.
Am 30. Juni 2024 erfolgte die Niederlegung des Kühlturms, zweier Kamine aus Beton sowie einer Filteranlage mittels Sprengung. Diese verlief planmäßig innerhalb von rund 30 Sekunden durch den Einsatz von über 2.000 Sprengladungen. Der Zugverkehr auf dem unmittelbar neben dem Kraftwerk befindlichen Teilstück der Saarstrecke wurde für eine halbe Stunde unterbrochen, außerdem waren die in der Nähe befindlichen Straßen (Bundesautobahn 620 sowie Bundesstraße 51) für längere Zeit gesperrt. Die synchrone Sprengung von vier Objekten war nach Aussage des verantwortlichen Sprengmeisters „in Deutschland so noch nicht gemacht worden“.

## Verworfene Neubauplanung

### Steinkohlendoppelblock
Die RWE Power AG gab am 23. November 2006 ihre Absicht bekannt, am Standort Ensdorf einen Steinkohlendoppelblock mit einer elektrischen Leistung von 1600 Megawatt zu errichten. Für die Realisierung waren Investitionen von rund zwei Milliarden Euro vorgesehen, Die Inbetriebnahme sollte 2012 erfolgen.
Gegen den geplanten Steinkohle-Doppelblock gründete sich am 23. März 2007 eine „Initiative Bürger für Klima- und Umweltschutz“, die massive Auswirkungen für die Umwelt der ganzen Region befürchtete. Der Widerstand wurde von BUND, NABU, Greenpeace, Sektion Saarland, der Energiewende Saar e. V. und den Grünen Saar unterstützt.
Auch das Saarländische Ärztesyndikat, ein Zusammenschluss von rund 1700 Medizinern, sprach sich auf seiner Delegiertenversammlung Anfang Juli 2007 einstimmig gegen das Vorhaben von RWE aus. In einer Resolution wurde darauf verwiesen, dass bei Vollbetrieb der beiden geplanten Blöcke eine genehmigte zusätzliche Jahresmenge von 700 t Feinstaub, je 7.000 t Schwefeldioxid, Stickoxid und Kohlenmonoxid, 1 t Quecksilber, weitere giftige Metalle sowie andere organische Verbindungen in die Atmosphäre und damit in die Umwelt gelangten. Die Belastung am Standort und entlang des Saartals sei aus medizinischer Sicht heute schon zu hoch. Man habe im Saarland die Situation, dass es nicht darum gehen könne, eine noch höhere Schadstoffbelastung zu verhindern, sondern es müsse darum gehen, die bestehende Belastung zu verringern. Der von mehreren Medizinern aus dem Umfeld des Kraftwerksstandortes initiierten Ärzteinitiative traten mehr als 500 Berufskollegen bei.
Mit zunehmendem Informationsstand über das Vorhaben und dessen Auswirkungen kam es in der Bevölkerung um den Standort herum zu einer Akzeptanz-Trendwende. Das belegt eine Telefonabstimmung vom 21. Juli 2007 durch die Saarbrücker Zeitung, Lokalausgabe Saarlouis. Von über 2400 Anrufern lehnten 42 Prozent den geplanten Doppelblock ab, 36 Prozent sprachen sich für einen kleineren Neubau aus und lediglich 22 Prozent votierten für das Vorhaben von RWE. Infratest dimap führte im Auftrag des Saarländischen Rundfunks Ende September 2007 eine landesweite Befragung zum Thema „Kraftwerksneubau Ensdorf“ durch. 52 Prozent lehnten darin einen Neubau ab, 42 Prozent befürworteten ihn, 6 Prozent machten keine Angaben. Mehrere Gemeinden um den Kraftwerksstandort, darunter die benachbarte Kreisstadt Saarlouis, fassten in ihren Räten ablehnende Beschlüsse. Saarlouis kündigte an, gegen eine eventuelle Änderung des Flächennutzungsplans der Standortgemeinde Ensdorf gerichtlich vorgehen zu wollen.

### Bürgerbefragung
Zur Realisierung des Projekts im genehmigungsrechtlichen Verfahren war zwingend eine Änderung des bestehenden Flächennutzungsplans (FNP) erforderlich, da Anlagenteile außerhalb des Geltungsbereichs des vorhandenen FNP errichtet werden sollten. Das betraf vor allem eine Wendestelle für Kohlefrachter auf der Saar mit den zugehörigen Entladevorrichtungen. Der Ensdorfer Gemeinderat beschloss mit 26 Ja-Stimmen und einer Gegenstimme die Änderung des Flächennutzungsplans (FNP) der Gemeinde in die Wege zu leiten, damit die notwendigen bauplanungsrechtlichen Voraussetzungen erfüllt werden. Zu einer Änderung des FNP kam es allerdings nicht. Die SPD im Gemeinderat beantragte eine Bürgerbefragung gemäß § 20 b des Saarländischen Kommunalselbstverwaltungsgesetzes (KSVG). Der Rat stimmte zu, legte in seiner Sitzung am 11. Oktober 2007 aber ein Quorum von zwei Dritteln aller wahlberechtigten Ensdorfer fest. Die das Projekt befürwortende CDU hätte mit ihrer absoluten Mehrheit von 14 Stimmen die Bürgerbefragung ablehnen und die FNP-Änderung allein beschließen können. Sie erklärte jedoch, bei Überschreitung des Quorums und einem eindeutigen Votum gegen die FNP-Änderung, sich an den Entscheid der Bürger zu halten.
Im November 2007 wurde die Bürgerbefragung durchgeführt. Mit einer Wahlbeteiligung von 70,19 Prozent wurde die Hürde des Quorums genommen, und mit 70,03 Prozent der gültigen Stimmen ergab sich eine deutliche Mehrheit gegen den Kraftwerksbau. Gemeinderat und RWE hatten angekündigt, sich an dieses Votum zu halten. Am 13. Dezember 2007 lehnte der Ensdorfer Gemeinderat eine Änderung des Flächennutzungsplans ab, was das endgültige Aus für den geplanten Neubau bedeutete, RWE zog den bereits am 24. August gestellten Genehmigungsantrag unmittelbar nach der Entscheidung des Gemeinderats zurück.
Der Vorgang fand bundesweite Beachtung. Erstmals scheiterte in Deutschland der Bau eines Steinkohlekraftwerkes durch einen Bürgerentscheid. In seiner Bedeutung für die deutschlandweit geplanten neuen Kohlekraftwerke wurde der Vorgang in Ensdorf mit dem Scheitern des Kernkraftwerks Wyhl am Oberrhein in den 1980er Jahren verglichen.